# シアモサウルス
シアモサウルス Siamosaurus (シャム王国のトカゲを意味する) は、タイ王国の前期白亜紀の地層で発掘された獣脚類に属する恐竜の属である。大きさはわかっていないが、全長は約9mに達しただろうと推定されている。模式種シアモサウルス・ステートルニ Siamosaurus suteethorni は、ビュフェトーとインガヴァットにより1986年に最初に記載された。この白亜紀の肉食動物については非常に少ない情報しか知られていないが、歯からスピノサウルス類と推測され、魚を捕食していたと思われる。

## 生息地
2010年のアミオットらによる論文によると、スピノサウルス類の酸素同位体を調べた結果、彼らは半水棲動物であったようである。バリオニクス、イリタトル、シアモサウルス、およびスピノサウルスの歯からの同位体が同時代の昆虫、カメ、ワニと比較され、獣脚類の中でスピノサウルス類の同位体比はカメとクロコダイルの値に近いことが分かった。シアモサウルスの標本は、他の獣脚類の割合と最も差があり、スピノサウルスは最も差が少ない傾向があるとされた。アミオットらは、近代のワニやカバのようにスピノサウルス類は生活の大半を水中で過ごしたと結論づけた。またスピノサウルス類の半水性および魚食性という習性が、他の大型獣脚類と共存できた理由として説明できると示唆した。異なる獲物を食べ、異なる生息地に住むことによってニッチの競合を避けていたと考えられる。